# Beast In Black
Beast In Black är ett finländskt heavy/power metal-band från Helsingfors som är aktivt sedan 2015 och släppte sin första skiva Berserker år 2017 via Nuclear Blast. Med i bandet finns bland annat grekiska sångaren Yannis Papadopoulos, ungerska basisten Máté Molnár och före detta Battle Beast-gitarristen Anton Kabanen. 

## Medlemmar
Nuvarande medlemmar
- Yannis Papadopoulos – sång (2015–)
- Anton Kabanen – gitarr, keyboard, bakgrundssång (2015-)
- Kasperi Heikkinen – gitarr (2015–)
- Máté Molnár – basgitarr (2015–)
- Atte Palokangas – trummor (2018–)

Tidigare medlemmar
- Sami Hänninen – trummor (2015–2018)

Turnerande medlemmar
- Atte Palokangas – trummor (2017–2018)

## Diskografi

### Studioalbum
- 2017 – Berserker
- 2019 – From Hell with Love
- 2021 – Dark Connection

### Singlar
- 2017 – Blind and Frozen
- 2017 – Beast in Black
- 2017 – Born Again
- 2017 – Zodd the Immortal
- 2018 – Sweet True Lies
- 2019 – Die By The Blade
- 2019 – From Hell With Love
- 2021 – Moonlight Rendezvous
- 2024 – Power Of The Beast
- 2025 – Enter The Behelit

## Webblänkar
- Wikimedia Commons har media som rör Beast In Black.
- Officiella webbplats